# Дяткино (разъезд)
Дя́ткино — разъезд в Тарасовском районе Ростовской области.
Входит в состав Дячкинского сельского поселения.

## География
В настоящее время территория разъезда входит в состав слободы Дячкино.

## Население
| 2010 | 2013 | 2015 | 2016 |
| ---- | ---- | ---- | ---- |
| 0    | ↗1   | →1   | →1   |

## Улицы
На разъезде имеется одна улица — Железнодорожная.